# Die Kolonne
Die Kolonne ist eine deutsche Literaturzeitschrift, die in den Jahren 1929 bis 1932 im Wolfgang Jess Verlag in Dresden erschienen ist. Herausgeber waren A. Artur Kuhnert und Martin Raschke.
Die Zeitschrift war das Organ mehrerer junger Schriftsteller, die vom wirtschaftlichen und politischen Tagesgeschehen enttäuscht waren und sich auf die in ihren Augen konstanten Bereiche der Natur zurückzogen, womit auch die Kritik an der Neuen Sachlichkeit einherging. Der Schwerpunkt der Zeitschrift lag mithin in der sogenannten Naturlyrik.
Von der Zeitschrift, die im ersten Jahrgang den Untertitel „Zeitung der jungen Gruppe Dresden“ trug, sind insgesamt neunzehn Ausgaben in unregelmäßiger Folge erschienen. Auflagenzahlen sind nicht bekannt.
Zu den namhaften Beiträgern zählen Emil Belzner, Richard Billinger, Günter Eich, Peter Huchel (der 1932 den Lyrikpreis der Kolonne für seine Sammlung „Der Knabenteich“ erhielt), Hermann Kasack, Theodor Kramer, Horst Lange (der ebenfalls 1932 mit dem Lyrikpreis der Kolonne ausgezeichnet wurde), Elisabeth Langgässer, Oskar Loerke, Eberhard Meckel, Friedrich Schnack, Paul Zech und Guido Zernatto.